# Synchronous Modular Meter
Der SyM2 (Synchronous Modular Meter, ehemals tLZ, Anfang 2008 aus namensrechtlichen Gründen in SyM2 umbenannt) steht für eine neue Generation von Strom-Lastgangzählern, die sich noch in Entwicklung befindet. Ein wesentliches Merkmal ist die „Taktsynchronität“. Die Spezifikation wurde im März 2008 abgeschlossen und veröffentlicht. Als nächster Entwicklungsschritt folgt ein Feldtest mit 2000 Geräten.
Der SyM2 wurde in einem Konsortium aus Stromversorgern (EnBW, E.ON, RWE) und einigen Unternehmen zusammen mit der Physikalisch-Technischen Bundesanstalt (PTB) entwickelt. Wissenschaftlich begleitet wird die Entwicklung durch die Christian-Albrechts-Universität zu Kiel. Inzwischen erfolgt die Weiterentwicklung SyM2 über das Forum Netztechnik/Netzbetrieb im VDE (FNN).

## Übersicht

### Eindeutige Zählerwerte auch nach Stromausfall (Taktsynchronität)
Bei herkömmlichen Lastgangzählern ist eine Echtzeituhr eingebaut, die nach einem Stromausfall auf eine vordefinierte Startzeit springt. Tritt zwischen zwei Ablesungen so ein Fehler mehrmals auf, sind die Messwerte nicht brauchbar, da kein korrekter Zeitbezug mehr vorliegt. Außerdem laufen die Zeiten verschiedener Zähler auseinander. Aus diesen Gründen müssen die Uhren regelmäßig gestellt werden.
Für die Lösung der Problemstellung gibt es verschiedene Ansätze. Einige Lastgangzähler verwenden eine Echtzeituhr und Verfahren zur Synchronisation, um den Fehler zu vermeiden.
Beim SyM2 ist statt der Echtzeituhr ein (Sekunden-)Zähler eingebaut. Der Stand dieses Zählers wächst mit jeder Sekunde streng monoton und dient zur eindeutigen Kennzeichnung der (Strom-)Zählerstände. Nach dem Auslesen des SyM2 wird dieser Sekundenindex mit der absoluten Zeit verknüpft. Kommt es bei diesem Zähler zu (mehrfachen) Spannungsunterbrechungen, bleibt die Reihenfolge der Werteblöcke eindeutig.

### Modularität
Beim SyM2 gibt es eine Aufteilung in ein Basisgerät und verschiedene Module. Das Basisgerät stellt nur die Grundfunktionen, wie den eichpflichtigen Teil, eines Zählers bereit. Alle anderen Funktionen wie Schnittstellen zu anderen Geräten oder Kommunikationseinheiten (z. B. GSM- oder GPRS-Modul) können als Modul aufgesteckt werden. Es entfällt somit die Notwendigkeit für jede mögliche Anwendung ein eigenes Gerät zu entwickeln, bzw. einzukaufen und vorhalten zu müssen.
Die Basisgeräte und Module aller Hersteller sind kompatibel und im Rahmen des SyM2-Projektes wurde die Smart Message Language entwickelt, die die bisherigen herstellerspezifischen Kommandos zur Zählerabfrage ablösen soll. Als Datenschnittstelle wird Ethernet IEEE 802.3u benutzt.

#### Basisgerät
Das Basisgerät erfasst elektrische Energie in allen vier Quadranten, kumuliert in Zählwerken und Lastgänge von
- +A – Wirkenergie, Kunde bezieht aus Netz
- -A – Wirkenergie, Kunde liefert an Netz
- R1 – Blindenergie Quadrant I
- R2 – Blindenergie Quadrant II
- R3 – Blindenergie Quadrant III
- R4 – Blindenergie Quadrant IV

Die Zählwerke sind tariflos. Die Lastgänge werden als Zählerstandsgänge mit einer Registrierperiode von 15 min aufgezeichnet.
Das Basisgerät gibt es in Varianten für
- direkten Anschluss (3x230/400 V; maximal 100 A)
- halbindirekten Anschluss (3x230/400 V; maximal 2 A)
- halbindirekten Anschluss (3x230/400 V; maximal 6 A)
- indirekten Anschluss (3x58/100 V; maximal 2 A)
- indirekten Anschluss (3x58/100 V; maximal 6 A)

Das Basisgerät stellt über eine Hutschiene den Platz für bis zu 4 Modulen zur Verfügung. Die Energieversorgung der Module wird über Power over Ethernet bereitgestellt.

#### IW Modul
Das Modul zur Impulsweitergabe (IW Modul) hat 7 Impulsausgänge. Sie geben eine zur gemessenen Leistung in +A, -A, R1, R2, R3 und R4 proportionale Impulsfrequenz und den Takt der Registrierperiode aus.

#### KM Modul
Das Modul zur Kommunikation in Weitverkehrsnetzen (KM Modul) bindet die SyM2-Messeinrichtung an ein oder mehrere Weitverkehrsnetze an. Die unterstützten Netze sind
- PSTN
- GSM
- GPRS
- LAN

Für eine Notablesung vor Ort ist eine Serviceschnittstelle vorgesehen.

### Feldversuch
Inhalt des Feldversuchs ab 2008 ist die Validierung der technologischen Komponenten. Darüber hinaus gilt es, belastbare Aussagen zur Beurteilung der Leistungsfähigkeit des SyM2 zu treffen. Getestet werden sowohl das Gerätesystem (Basisgerät sowie Module) als auch das neu geschaffene Smart-Message-Language-Protokoll. Zur Durchführung des Feldversuchs mit statistisch verwertbaren Ergebnissen werden insgesamt 2.000 Zähler auf verschiedene Unternehmen aufgeteilt.